# 蔡美彪
蔡美彪（1928年3月26日—2021年1月14日），男，祖籍浙江杭州，生于天津，中国历史学家。曾任中国社会科学院近代史研究所所长，中国元史研究会会长。

## 生平
1928年，蔡美彪出生于天津，祖籍浙江杭州。1946年考入南开大学历史系，1949年毕业后考入北京大学研究生部，师从邵循正，后于1950年在罗常培领导的文科研究所担任助教，1952年研究生毕业。1953年起，蔡美彪被调入中国科学院历史研究第三所协助范文澜编写《中国通史简编》，1969年7月底，范文澜逝世，但该部著作仅完成三编四册，此时的蔡美彪担起主编重担，将《中国通史简编》书稿改名为《中国通史》后完成了第五至十二卷。
蔡美彪长期从事古代蒙古语研究和辽、金、元历史研究。
2021年1月14日在北京逝世，享年92岁。

## 著作
- 与范文澜合著《中国通史》，人民出版社，2009年7月，ISBN 9787010020297
- 《辽金元史十五讲》，中华书局，2011年7月，ISBN 9787101079579
- 《辽金元史考索》，中华书局，2012年2月，ISBN 9787101084061
- 《学林旧事》，中华书局，2012年4月，ISBN 9787101083361
- 《中国通史简本》，人民出版社，2013年6月，ISBN 9787010121482